# Arnošt Kvasnica
Arnošt Kvasnica (* 8. července 1949) je bývalý český fotbalista, obránce.

## Fotbalová kariéra
V československé lize hrál za Baník Ostrava. Nastoupil v 87 ligových utkáních a dal 9 gólů. Mistr Československa 1976 s Baníkem Ostrava. Ve druhé nejvyšší soutěži hrál za ŽD Bohumín.

## Ligová bilance
| Ročník                                   | Zápasy | Góly | Minuty | Klub          |
| ---------------------------------------- | ------ | ---- | ------ | ------------- |
| 1. československá fotbalová liga 1972/73 | 13     | 2    | -      | Baník Ostrava |
| 1. československá fotbalová liga 1973/74 | 20     | 4    | -      | Baník Ostrava |
| 1. československá fotbalová liga 1974/75 | 13     | 1    | -      | Baník Ostrava |
| 1. československá fotbalová liga 1975/76 | 23     | 0    | -      | Baník Ostrava |
| 1. československá fotbalová liga 1976/77 | 17     | 2    | -      | Baník Ostrava |
| 1. československá fotbalová liga 1977/78 | 3      | 0    | 225    | Baník Ostrava |
| Česká národní fotbalová liga 1981/82     | 2      | 0    | -      | ŽD Bohumín    |
| 1. LIGA CELKEM                           | 87     | 9    | 225    |               |